# Paweł Kasprzak
Pour les articles homonymes, voir Kasprzak.
Cezary Paweł Kasprzak, né le 26 mars 1961 à Wrocław, est un journaliste, cinéaste et  militant associatif et politique polonais. Il est cofondateur et l'un des leaders du mouvement des Citoyens de la République de Pologne (Obywatele RP). Il est également président de la fondation Citoyens libres de la République de Pologne. Cadreur et monteur de cinéma, il est producteur de programmes de télévision. Pendant la République populaire de Pologne, il militait dans l'opposition démocratique clandestine. 

## Biographie
Paweł Kasprzak a fait des études (inachevées dans les deux facultés) de physique à l'École polytechnique de Wrocław et d'histoire à l'Université de Wrocław. Il a été un des fondateurs de l'Association indépendante des étudiants (pl), membre du comité étudiant de Solidarité à Wrocław (pl), un des initiateurs de l'association Solidarité polono-tchèque-slovaque (pl), militant de NSZZ "Solidarność" (aux côtés notamment de Władysław Frasyniuk), participant au mouvement Alternative Orange et au mouvement pour la liberté et la paix . 
Il est auteur ou co-auteur de nombreux articles de presse,. Militant de l'éducation alternative, il est co-auteur (avec Zofia Agnieszka Kłakówna (en), Piotr Kołodziej, Adam Regiewicz et Janusz Waligóra) du livre Edukacja w czasach cyfrowej zarazy (L'Éducation au temps de la peste numérique). 
Cofondateur et dirigeant informel du mouvement Citoyens de la République de Pologne (pl), il a initié et co-organisé des manifestations contre les réformes des tribunaux ordinaires, de la Cour suprême et du Conseil national de la magistrature (pl), ainsi que de nombreuses actions anti-nationalistes et antifascistes. Aux élections parlementaires de 2019, il se porte candidat au Sénat dans la 44e circonscription (pl) de Varsovie (où votent également les Polonais de l'étranger) avec le soutien notamment de Agnieszka Holland, Monika Płatek (pl), Halina Bortnowska (pl), Władysław Frasyniuk et Jacek Dehnel et arrive à la troisième place avec 15,35 % des voix derrière les candidats des deux grands partis PiS et Plate-forme civique, dont le candidat Kazimierz Michał Ujazdowski est élu avec 55,25 % des suffrages.
Il travaille dans le domaine des techniques de production télévisée. Marié, il a quatre enfants.

## Distinctions
Pour ses activités en faveur de l'État de droit dans les années 2016-2017, Paweł Kasprzak a été choisi comme « Homme de l'année » par Gazeta Wyborcza en 2017  dans la catégorie Société civile. Il a également reçu, au nom des Citoyens de la République de Pologne, le prix Zbigniew-Hołda. En 2018, il a reçu la prix de la Fondation Polcul (pl) pour son activité au sein du mouvement "Citoyens de la République de Pologne", qui défend les libertés civiles, l'État de droit et la constitution polonaise.

## Idées politiques
En janvier 2018, Paweł Kasprzak a pris la parole devant la "coalition des partis démocratiques", exigeant des "primaires ouvertes (inspirées du modèle italien (it)) avant les élections locales" : certains partis, mouvements sociaux et médias ont déclaré de leur côté qu'« il faut d'abord retirer le pouvoir au PiS, puis traiter d'autres questions" ». Nous leur disons aujourd'hui : nous voulons la démocratie maintenant! C'est pourquoi nous demandons à une coalition de partis "démocratiques" d'organiser des primaires ouvertes avant les élections locales. Ouverte, c’est-à-dire que la décision sur la constitution des listes sera prise par leurs partisans, écrit Paweł Kasprzak dans le quotidien Rzeczpospolita.